# SLIXS

Slixs auf dem ZMF 2017 in Freiburg

SLIXS (bis Ende Januar 2012 Stouxingers) ist ein deutsches A-cappella-Sextett aus Essen, Dresden, Leipzig und Halle. Katharina Debus, Michael Eimann, Gregorio D’Clouet Hernández, Karsten Müller, Thomas Piontek und Konrad Zeiner musizieren als feste Mitglieder des Ensembles in dieser Besetzung seit 2006 zusammen. Stilistisch orientieren sich SLIXS an Jazz, Popmusik und Rhythm and Blues, legen sich jedoch nicht ausschließlich auf diese Genres fest und haben einen für Vokalmusik ausgesprochen eigenständigen musikalischen Charakter entwickelt.
Bedingt durch vielfältige Erfahrungen der einzelnen Künstler in unterschiedlichsten Musikrichtungen experimentierten SLIXS auch mit Klassik und sogenannter Weltmusik. Daher finden bisweilen exotische Elemente wie zentralasiatischer Kehlgesang oder Balkan-Folklore ihren Weg ins bandeigene Repertoire, allerdings rein vokalistisch, also neben „konventionellem“ Gesang mit Hilfe besonderer Stimmtechniken. Imitation von Instrumenten und Beatboxing sind ebenfalls typische Klangelemente für das Vokalensemble SLIXS.

## Bandgeschichte
Ende der 1990er Jahre formierte sich die Gruppe SLIXS unter dem Namen Stouxingers und widmete sich zu Beginn nicht nur der A-cappella-Musik, sondern ließ ihren mehrstimmigen Gesang teilweise auch durch Instrumente begleiten. 1998 nahm sie ihr erstes Album Voice on the Trigger auf. Seit 2003 musiziert die Formation gänzlich ohne Instrumente.
2004 erschien ihr zweites Studioalbum Everything Ain’t Everything …, gefolgt 2008 von … Nothing Is Real. Aufgrund der häufigen Verwendung von Jazz-Elementen werden diese Aufnahmen oft mit Jazz assoziiert, obwohl verschiedene Musikstile in die Kompositionen einfließen.
In Zusammenarbeit mit dem Regisseur und Schauspieler Frieder Venus entstand 2010 ein „Szenisches Konzert“ namens Vocal Virus. Musikstücke, Klangkollagen und Bodypercussion gehen dabei fließend ineinander über und werden von den Akteuren optisch in Szene gesetzt. Die Live-Performance wurde noch im selben Jahr als DVD publiziert und sorgte für das Interesse von Bobby McFerrin an gemeinsamen Auftritten, die 2013 beim Solidarity Of Arts Festival in Polen und 2014 im Rahmen einer Europa-Tournee stattfanden. 2017 wurde das Vocal Virus-Programm einmalig in der National Concert Hall in Taipeh (Taiwan) aufgeführt.
Seit Februar 2012 hat die Band ihren heutigen Namen. Im Zuge der Namensänderung veröffentlichten SLIXS im selben Jahr ihre gleichnamige EP. Das rege Interesse an dem 2009 von SLIXS produzierten Soundtrack für den deutschen Kinofilm Mensch Kotschie von Norbert Baumgarten führte 2014 zu dessen Veröffentlichung als EP Quer Bach und mündete in ein seit 2016 aufgeführtes Live-Programm mit einer Auswahl von Instrumentalstücken von Johann Sebastian Bach.
Im Dezember 2016 erschien das nächste Studioalbum unter dem Titel Playgrounds, das bis auf ein Heroes-Cover des 2016 verstorbenen David Bowie ausschließlich eigene Kompositionen enthält.
Die Erweiterung ihres Repertoires um Instrumentalmusik von Johann Sebastian Bach dokumentierten SLIXS 2018 mit ihrem Album Quer Bach 2. Im selben Jahr waren sie Teil der Entwicklung des Theaterstücks Time to close your eyes am Schauspielhaus Bochum unter der Regie von Olaf Kröck, dem späteren Intendanten der Ruhrfestspiele.
2022 publizierten SLIXS mit Quer Bach 3 ihr nach eigenen Angaben vorerst letztes Klassik-Album. Singles wurden bislang keine veröffentlicht.

## Reichweite
Die sechsköpfige Vokalband ist nicht nur in ihrer Heimat Deutschland präsent, sondern hat bisher auch Konzerte in Österreich, der Schweiz, in Frankreich, den Beneluxstaaten, in Italien, Spanien, Finnland, Lettland, Estland, Polen, Russland, in der Ukraine, der Slowakei, in Israel, Taiwan, Singapur, China, Südkorea, Malaysia und Brunei gegeben. Auf deutschem Boden sind SLIXS u. a. im Leipziger Gewandhaus, im Stadtpark Hamburg, im Schlachthof München, im Tränenpalast und im Radialsystem in Berlin oder auch im Bonner Pantheon aufgetreten.
Im Jahr 2009 steuerten sie einen Teil des Soundtracks zum Film Mensch Kotschie (mit Stefan Kurt in der Hauptrolle) bei, in dem sie auch als Statisten mitwirkten. Statisten und Soundtrack-Lieferanten sind SLIXS auch in Jan Tenhavens Arte Dokumentarfilm Pretty Ugly – Schön kann jeder von 2014. Ihre musikalischen Aufnahmen sind mehrfach bei Deutschlandradio, SWR oder MDR Kultur präsentiert worden. Studiogäste waren sie unter anderem bei Sing-Off China, bei TV3 in Katalonien, beim ORF, beim SWR und bei Radio 1. Fernsehbeiträge über SLIXS liefen u. a. bei France 3, bei 3sat, beim SWR, beim RBB und beim MDR. Konzertmitschnitte wurden unter anderem von NDR Kultur, SWR2 und MDR Figaro live übertragen und gesendet.
SLIXS sind bisher bei einer Vielzahl von Festivals in Europa und Asien aufgetreten, u. a. Montreux Jazz Festival (CH), Deutsches Chorfest in Stuttgart und Leipzig (D), Ruhrfestspiele in Recklinghausen (D), Voicemania in Wien (A), Vokal Total in München (D), Dresdner Jazztage (D), Black Forest Voices in Kirchzarten (D), Internationales Bachfest Schaffhausen (CH), Shanghai International Arts Festival in China, Taichung Jazz Festival in Taiwan, Penang Island Jazz Festival in Malaysia, Hongkong Jazz Festival, Jarasum Jazz Festival in Südkorea, Solidarity Of Arts Festival in Polen, Red Sea Jazz Festival in Israel, Les Choralies in Vaison-la-Romaine (F).

## Kooperationen
Mit den Klazz Brothers haben SLIXS 2009 an dem Crossover-Projekt Messias Superstar mitgewirkt – einer zeitgenössischen Bearbeitung von Georg Friedrich Händels Messias. Mit dem Kabarettisten Lars Reichow haben sie 2011 einen Live-Soundtrack entwickelt und in dessen Show Goldfinger dargeboten. 2014 kam es zu einer gemeinsamen Tournee mit Bobby McFerrin quer durch Europa, bei der SLIXS & friends (mit weiteren von ihnen dafür ausgesuchten Sängern) als Begleitung für Vokalstücke aus seinem Repertoire (u. a. VOCAbuLarieS) fungiert und mit ihm gemeinsam improvisiert haben.
Darüber hinaus sind sie zusammen mit international bekannten Musikern wie Paul Carrack, Roger Chapman, Jon Lord, Chris Thompson und Jocelyn B. Smith sowie mit den deutschen Sängern und Liedautoren Heinz Rudolf Kunze und Dirk Zöllner aufgetreten.

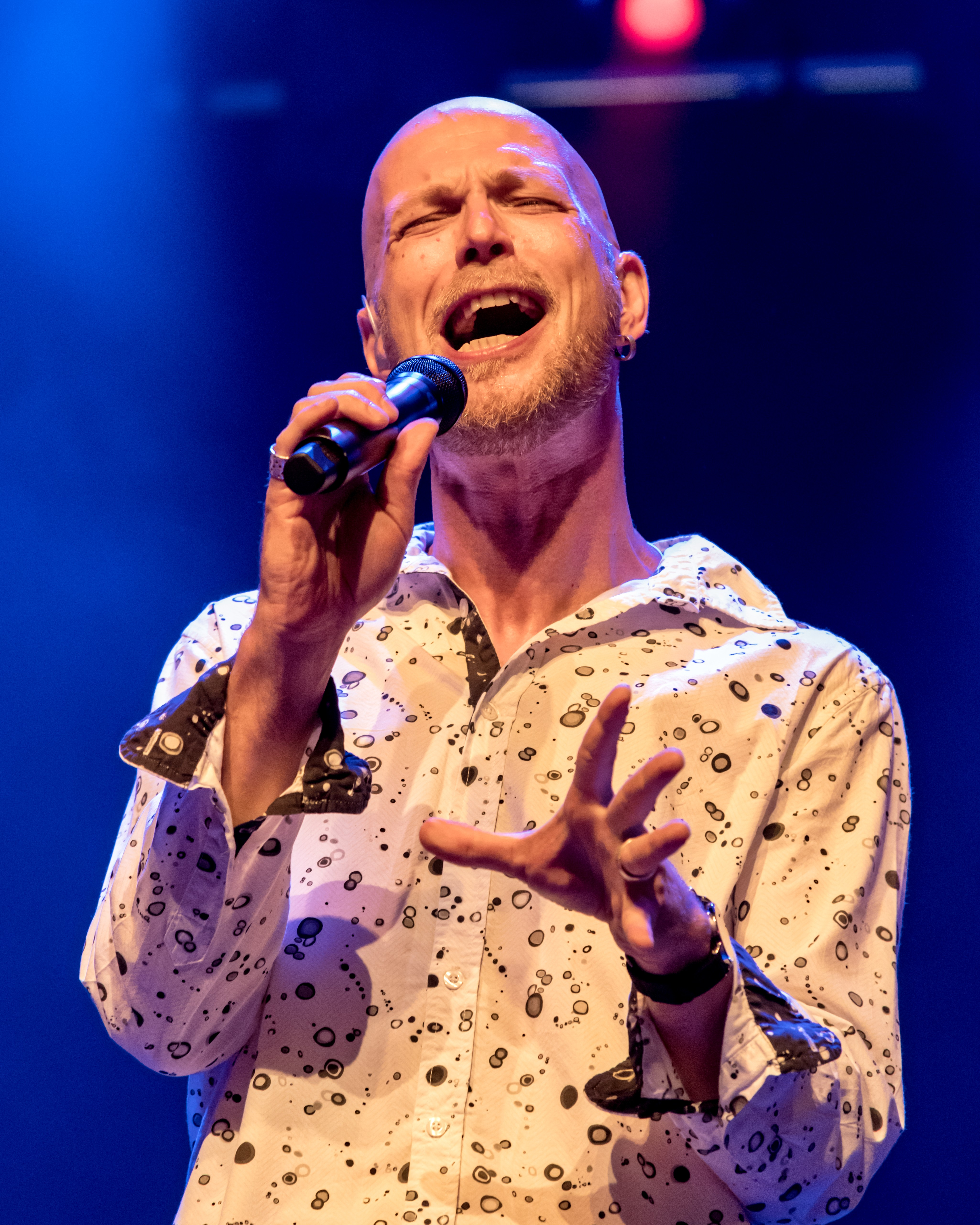
Michael Eimann
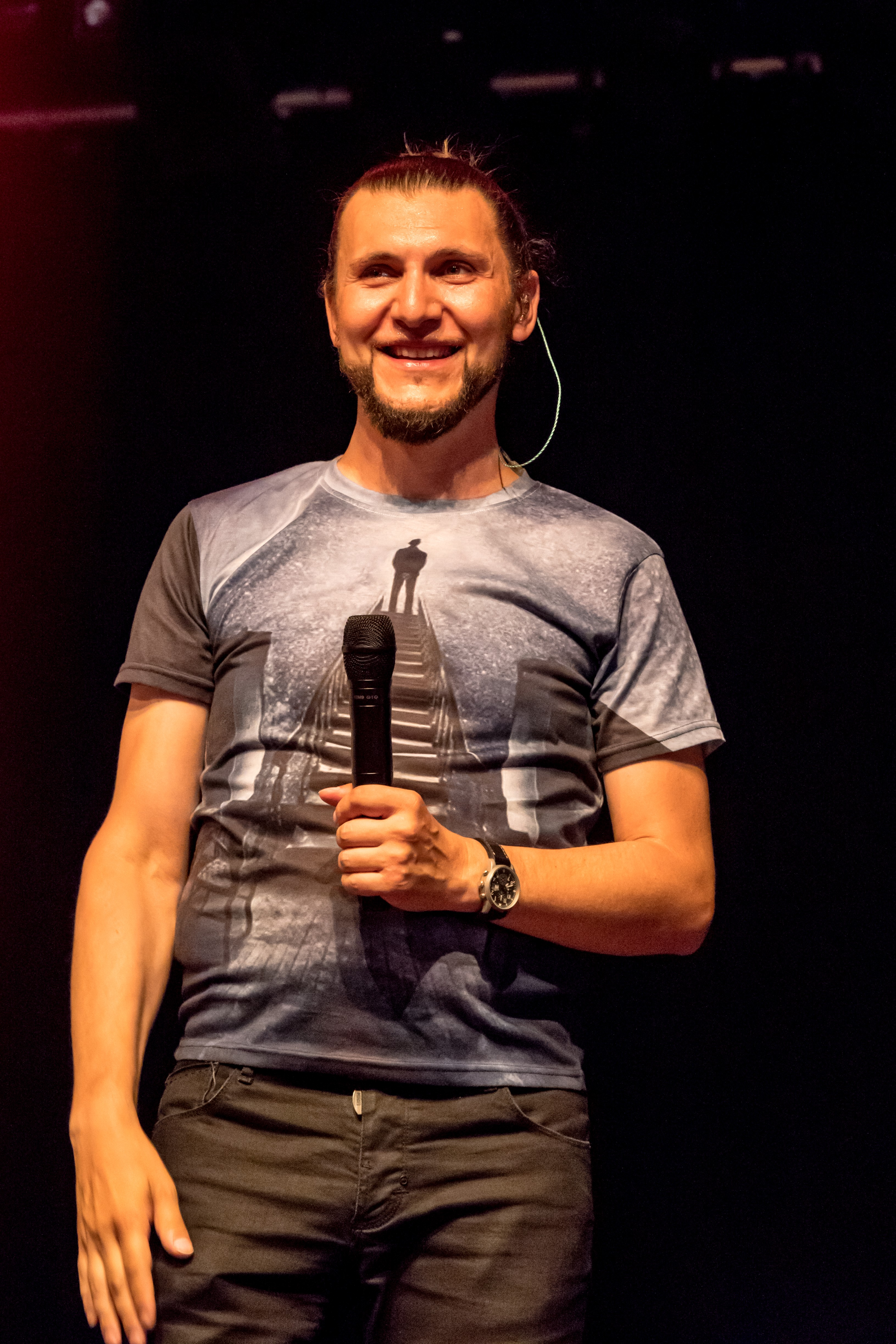
Konrad Zeiner
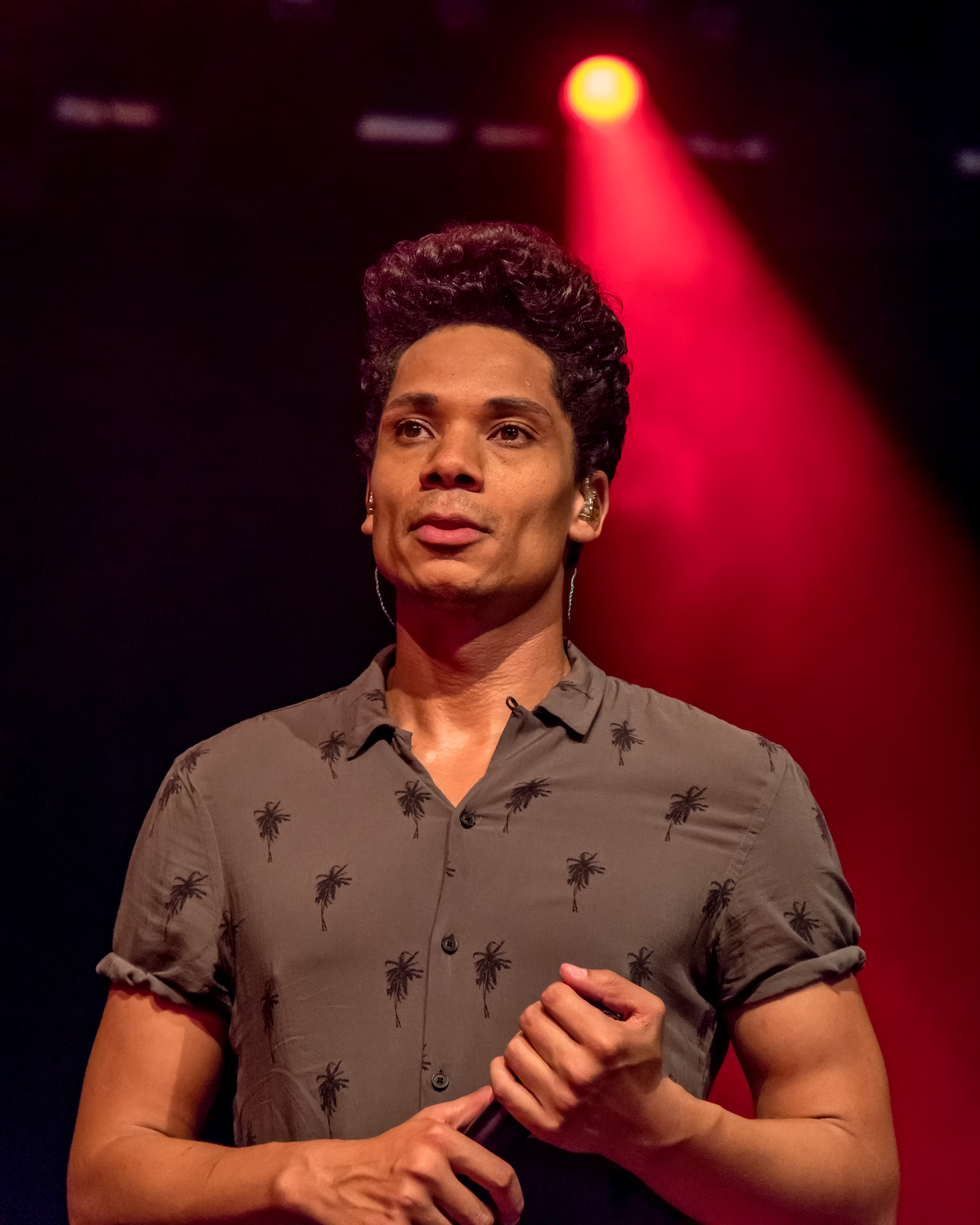
Gregorio D’Clouet Hernández
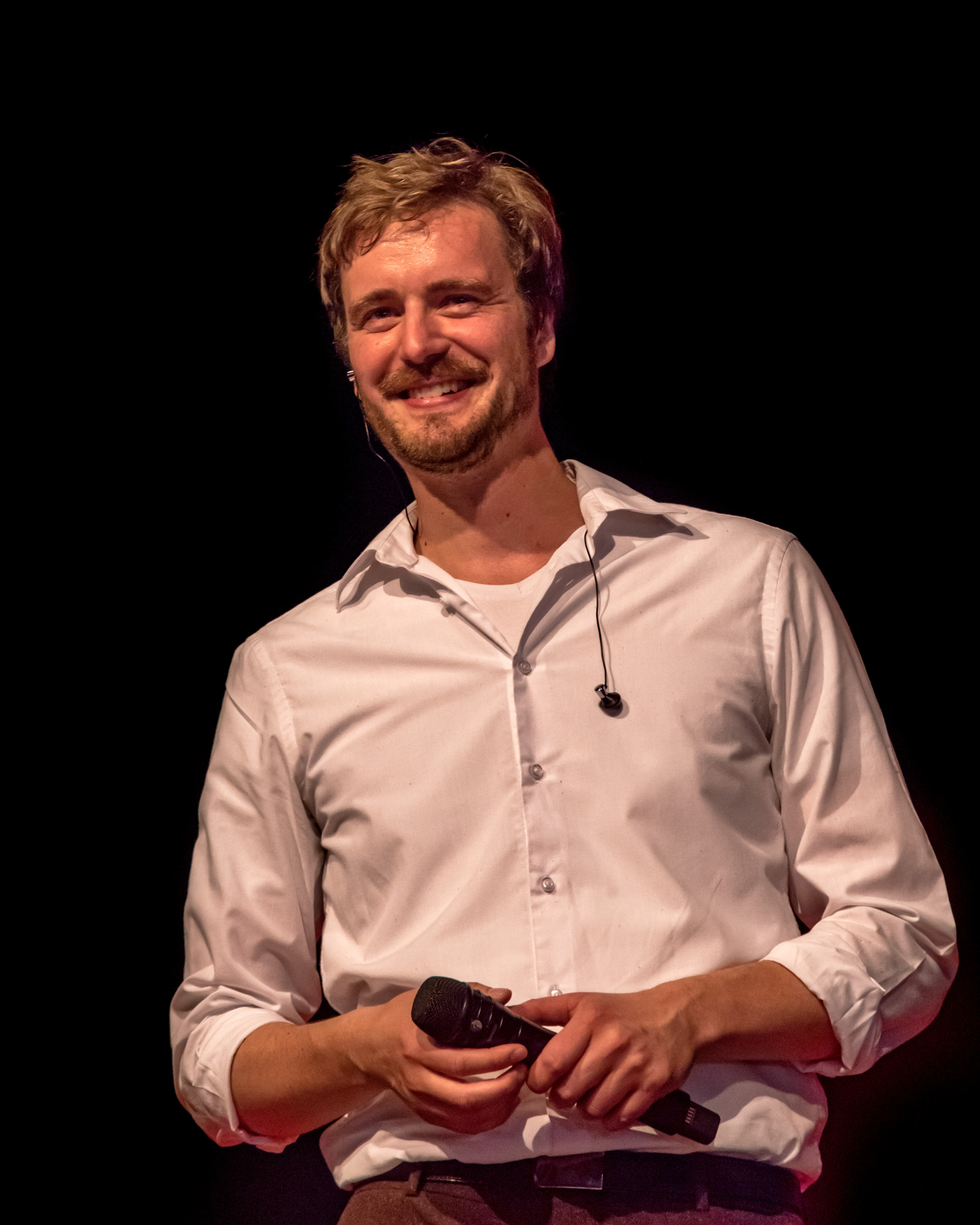
Karsten Müller
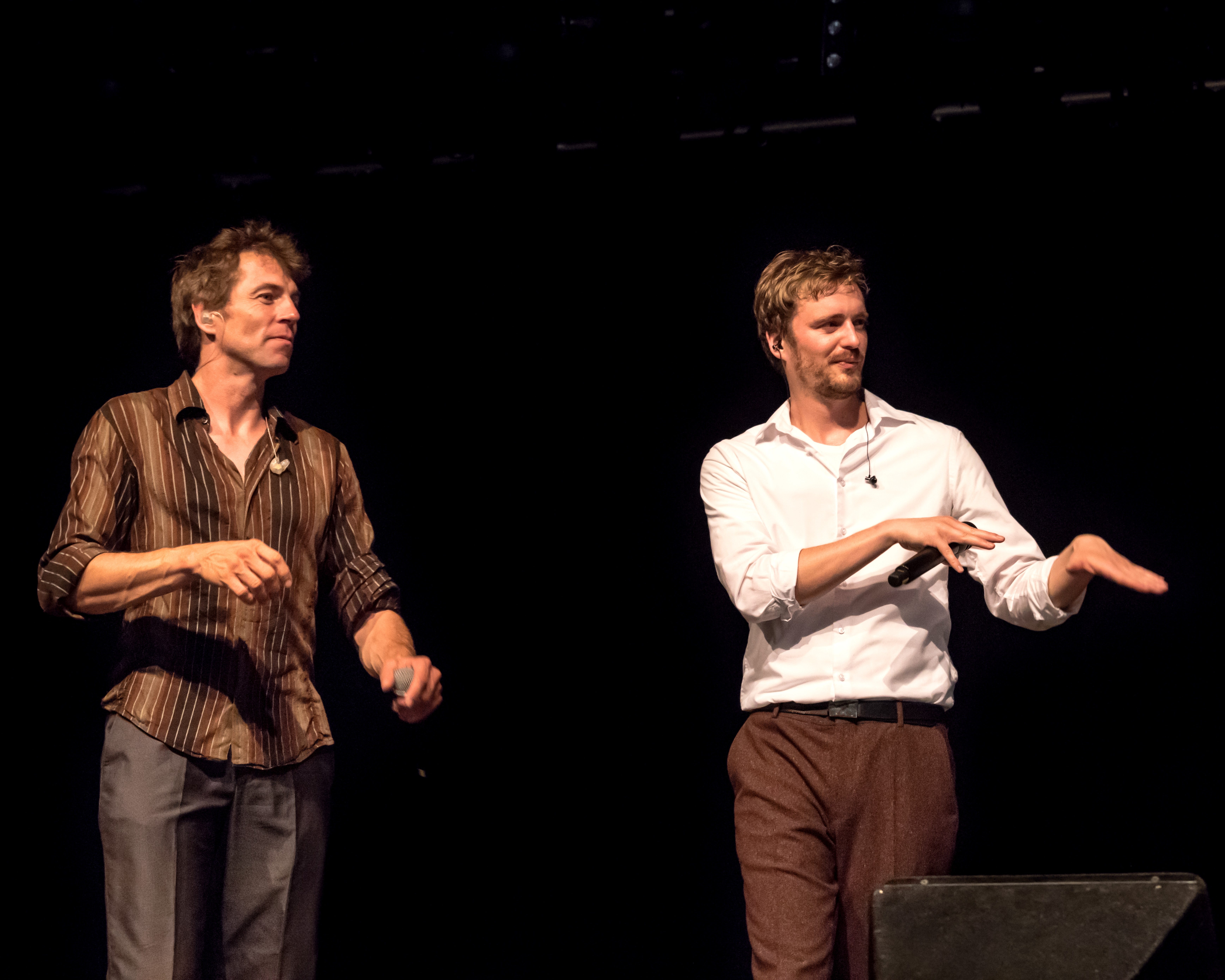
Thomas Piontek und Karsten Müller
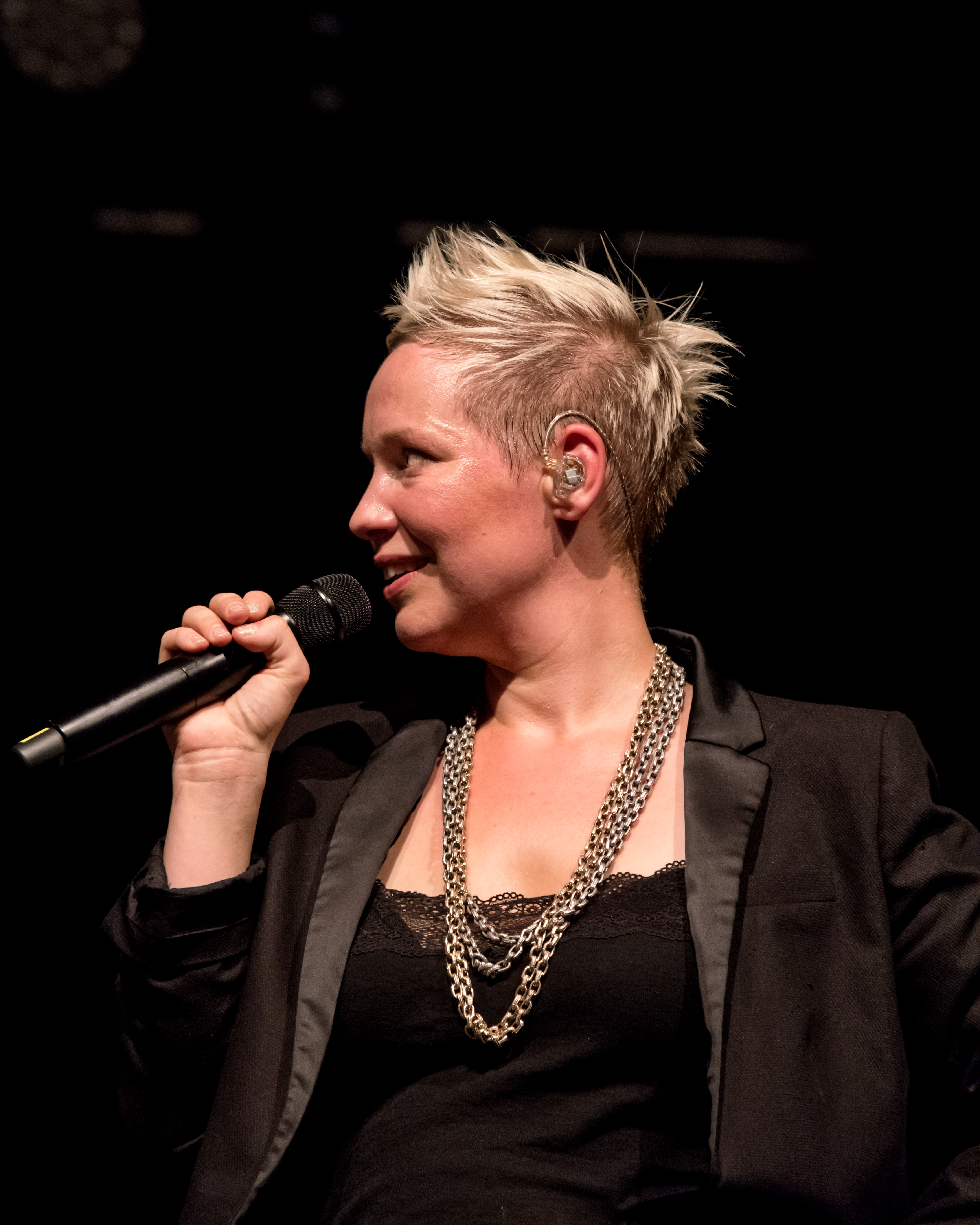
Katharina Debus

## Diskografie
Studioalben
- 1998: Voice on the Trigger (Metrix / Bogner Records)
- 2004: Everything Ain’t Everything … (241 Music Record / Fone 520)
- 2008: … Nothing Is Real (241 Music Record / Fone 520)
- 2012: SLIXS (Klangraum Records)
- 2014: Quer Bach (Klangraum Records)[2]
- 2016: Playgrounds (Herzog Records)[3]
- 2018: Quer Bach 2 (Hey!Classics)[4]
- 2022: Quer Bach 3 (Hey!Classics)

Videoproduktionen
- 2011: Vocal Virus DVD (schroederamrhein)
- 2016: That’s When It’s Love (Woodfilm)
- 2022: A Case Of You (Lumalenscape)
- 2023: Dynamite (Lumalenscape)

## Auszeichnungen
Contemporary A Cappella Recording Award
- 2008: Weltbester Jazz Song des Jahres (Six Voices)
- 2008: Zweitbestes Jazz Album des Jahres (… Nothing Is Real)
- 2013: Weltbester Folk/World Song des Jahres (Le Mouvement)
- 2013: Zweitbestes Jazz Album des Jahres (SLIXS)
- 2013: Zweitbester Jazz Song des Jahres (I Know You Know)
- 2014: Zweitbestes Klassik Album des Jahres (Quer Bach)
- 2019: Zweitbestes Klassik Album des Jahres (Quer Bach 2)
- 2019: Weltbester Klassik Song des Jahres (Concerto In A Minor BWV 1041 – Allegro)
- 2023: Weltbestes Klassik Album des Jahres (Quer Bach 3)
- 2023: Weltbester Klassik Song des Jahres (Concert for Violin and Oboe in C Minor BWV 1060R – I. Allegro)

Recorded A Cappella Review Board
- 2005: Pick of the Year (Everything Ain’t Everything…)
- 2008: Pick of the Year (… Nothing Is Real)
- 2008: volle Punktzahl (… Nothing Is Real)
- 2017: volle Punktzahl (Playgrounds)
- 2017: Honorable Mentions (Playgrounds)
- 2023: volle Punktzahl (Quer Bach 3)

Vocal Total Graz
- 2006: zweimal Publikumssieger
- 2006: erfolgreichstes Ensemble
- 2006: 2 Ward Swingle Awards
- 2006: 3 Goldene Diplome in den Kategorien Jazz, Pop und einer offenen Kategorie

Weitere Auszeichnungen
- 2004: Sonderpreis der Jury bei „Jugend Kulturell“
- 2010: 2. Platz beim A Cappella Award Ulm